# Ben Heneghan
Benjamin John Heneghan (Mánchester, Inglaterra, Reino Unido, 19 de septiembre de 1993) es un futbolista inglés que juega como defensor en el Port Vale F. C. de la League Two.

## Trayectoria

### Inicios
Heneghan comenzó su carrera en Everton, donde pasó siete años. En 2012, fue transferido a Stoke City, donde era habitual en la Premier League Sub-21 y donde tenía un período de préstamo del Droylsden de la Northern Premier League. Su rendimiento no fue muy bueno en el stoke y por lo tanto fue liberado al final de la temporada 2013-14. Luego pasó en período de prueba al Oldham Athletic y Accrington Stanley.

### Chester
Heneghan se unió a Chester en agosto de 2014, inicialmente en términos indefinido. El 16 de agosto, debutó como sustituto de medio tiempo contra Braintree Town. El 30 de agosto, Heneghan fue inicialista para Chester, contra Gateshead en reemplazo del capitán Matty Brown. Mantuvo su puesto en el equipo jugando principalmente como lateral derecho. El 24 de septiembre, Heneghan anotó su primer gol como profesional, en el minuto 94 contra Wrexham en el derby transfronterizo. Dos días después, firmó un contrato hasta el final de la temporada. Heneghan cambió a su posición central la cual es su preferida en enero, cuando Chester finalmente firmó con Ryan Higgins. El 30 de marzo, Heneghan y Higgins firmaron nuevos contratos hasta el final de la temporada 2015-16. Heneghan terminó la temporada como centro, jugando 44 partidos y anotando ocho goles, incluidos los valiosos contra Stockport County y Southend United partidos por la FA Cup.
Heneghan comenzó la temporada 2015-16 construyendo una sólida asociación en el medio de la defensa con el experimentado Ian Sharps, pero fue expulsado en el quinto juego de la campaña cuando Chester perdió 5-2 ante Woking.
El 19 de septiembre, Heneghan marcó el gol ganador contra Eastleigh. Durante la temporada, se informó que Heneghan atraía el interés de los clubes de la Liga inglesa y de Escocia, aunque no había descartado quedarse con Chester.

### Motherwell
El 23 de junio de 2016, el club Motherwell de la Scottish Premiership confirmó el fichaje de Heneghan por un contrato de dos años. Debutó en la derrota por 2-0 en casa contra los Rangers en la Copa de la Liga de Escocia. El defensor pasó un año en Escocia, jugando exactamente 50 partidos en todas las competiciones, anotando un gol en la derrota en casa por 2-1 en la Premier League escocesa contra los Rangers.

### Sheffield United
El 31 de agosto de 2017, Heneghan firmó para el club Sheffield United de la Championship por un contrato de tres años. Fue colocado en la lista de transferibles por el Sheffield United al final de la temporada 2017-18.

### Blackpool
El 3 de julio de 2018, Heneghan pasó al Blackpool por un préstamo de una temporada. El 23 de agosto de 2019 regresó al club, nuevamente prestado, hasta el 14 de enero de 2020 y posteriormente el préstamo se extendió hasta final de temporada.